# Eva-Lena Gustavsson
Margit Eva-Lena Gustavsson, född 20 mars 1956 i Kristinehamn, är en svensk politiker (socialdemokrat), som var ordinarie riksdagsledamot 27 mars – 24 september 2018 (dessförinnan tjänstgörande ersättare i riksdagen 2017–2018) för Värmlands läns valkrets.
Gustavsson valdes till ersättare för Socialdemokraterna i Värmlands läns valkrets i riksdagsvalen 2010, 2014 och 2018. Hon var tjänstgörande ersättare i riksdagen för Jonas Gunnarsson 2 augusti 2017 – 21 januari 2018. Gustavsson utsågs till ordinarie riksdagsledamot från och med 27 mars 2018 sedan Berit Högman avsagt sig uppdraget som riksdagsledamot.
I riksdagen var hon suppleant i konstitutionsutskottet (tidigare extra suppleant i samma utskott) och extra suppleant i civilutskottet.